# 上杉憲基
上杉 憲基（うえすぎ のりもと）は、室町時代中期の武士・守護大名。関東管領、上野国・伊豆国守護。山内上杉家7代当主。

## 生涯
元中9年/明徳3年（1392年）、上杉憲定の子として誕生。応永19年（1412年）、父の死により家督を継ぐ。
応永22年（1415年）、上杉氏憲（禅秀）が4代鎌倉公方・足利持氏と対立して関東管領を罷免された後、持氏から関東管領に任じられた。しかし翌23年（1416年）、これに不満を抱いた禅秀の反乱（上杉禅秀の乱）が起こり、憲基はこの戦いに敗れて伯父で越後国守護・上杉房方を頼って落ち延びた。その後、4代将軍・足利義持や房方、今川範政らの力を借りて再起を果たし、応永24年（1417年）に禅秀らを滅ぼしている。
しかし戦後、乱の一因を成した責任をとって、同年4月に関東管領職を辞任して剃髪し、伊豆三島に隠棲したが、同年6月に関東管領職に再任されている。翌年1月4日、27歳で死去した。関東管領は房方の子で従弟の憲実が継いだ。